# The Benza
The Benza es una serie web de comedia estrenada en Amazon Prime Video a través de Prime Video Direct en abril de 2019 en Estados Unidos, Reino Unido y Japón. Posteriormente ha sido estrenada en Alemania en julio de 2019. En España en mayo de 2020 y América Latina en junio del mismo año.
La serie trata sobre Kyle (Kyle Card) y Chris (Christopher McCombs) y cómo tratan de averiguar cómo se rompió el asiento de su  inodoro (便座 benza?) y la forma de prevenir el fin del mundo. Los seis episodios que componen la primera temporada fueron rodados íntegramente en Tokio, Japón, por el director Raito Nishizaka.

## Historia
“The Benza” comenzó como un cortometraje japonés inspirado parcialmente en hechos reales. La preproducción comenzó a principios de 2018, y el corto fue estrenado en Tokio, Japón, el 6 de abril del mismo año.  Tras recibir numerosos premios de varios festivales de cine por todo el mundo, incluyendo Mejor Comedia en el Festival de Cine Mediterráneo en Italia, y Artista Revelación al actor principal Christopher McCombs y Mejor Episodio Piloto en el Seoul Web Fest en 2018, Tokyo Cowboys recibió una oferta del servicio coreano de telefonía móvil KT Mobile para crear una serie basada en el cortometraje.
La serie comenzó a filmarse en septiembre de 2018 y el rodaje finalizó a mediados de diciembre. La postproducción continuaría hasta mediados de enero de 2019.
El productor de la serie Christopher McCombs dijo en una entrevista a la página de noticias británica Otaku News, “Hemos estado trabajando en The Benza durante todo un año y nos alegra poder relajarnos finalmente y disfrutarla con todo el mundo. Es importante poder tomar perspectiva y reírnos para así regresar a las cosas que realmente importan en la vida. The Benza es el modo perfecto de tomar un respiro, sonreír y refrescarse.” La actriz principal Haku Inko añadió, “Nuestra intención era hacer una comedia rompedora y creo que lo conseguimos, pero no habremos acabado hasta que oigamos vuestra risa. Es una idea maravillosa que la gente de todo el mundo pueda reír junta con The Benza.”""

## Argumento
Chris y Kyle son dos americanos que comparten piso en Tokio. Vivían en paz y armonía hasta el día en que el asiento de su inodoro se rompió. Esto les hace plantearse varias preguntas como ¿Qué le ocurrió al asiento de su inodoro? ¿Cómo dice uno “asiento de inodoro” en japonés? ¿Dónde compra uno un asiento de inodoro en Japón? Éstas y otras preguntas son investigadas por los dos protagonistas en su viaje en busca de respuestas.

## Reparto
- Kyle Card como Kyle[7]
- Christopher McCombs como Chris
- Haku Inko como Inko-sensei
- Michiko Noguchi como Noguchi
- Masahito Kawahata como Tamura
- Janni Olsson como Alena
- Lee Min Kuk como Lee
- Alexander Hunter como David
- Hannah Grace como Stephanie
- Maxwell Powers como Max

## Recepción
The Benza ha sido en general bien recibida y mantiene una puntuación de 4 puntos en Amazon Prime Video en América, Alemania, Japón y Reino Unido.
El redactor Master Blaster de Sora News 24 escribió, “Lleno de chistes de retrete literales y corazón, esta serie de Amazon Prime es un soplo de aire fresco”. Continúa, “Pero lo que realmente sobresale en The Benza es que presenta a extranjeros en Japón como gente normal, en lugar de los estereotipos que estamos acostumbrados a ver en la televisión japonesa”. Refiriéndose al elenco internacional comenta, “Con un buen equilibrio entre intérpretes japoneses y extranjeros, el resultado es una serie en la que unos pueden burlarse de los otros sin que nunca llegue a ser degradante.”

## Serie Secuela
En 2019 se anunció que The Benza tendría una serie secuela llamada Benza English.  La producción comenzó a finales de 2019, y la serie fue lanzada en abril de 2020.  La serie muestra personajes secundarios de The Benza apareciendo en papeles de mayor peso junto al elenco principal de la serie original. La acción se enmarca en un programa de televisión para aprender inglés que tiene lugar dentro del mundo de The Benza.

## Premios y nominaciones
Los siguientes son nominaciones y premios obtenidos por el reparto y el equipo de la primera temporada de The Benza en 2019: 
| Premio                                      | Categoría                     | Candidata/o                                      | Resultado |
| ------------------------------------------- | ----------------------------- | ------------------------------------------------ | --------- |
| Festigious International Film Festival      | Mejor Serie Web               | The Benza                                        | Ganadora  |
| Festigious International Film Festival      | Mejor Elenco                  | The Benza                                        | Ganadora  |
| Festigious International Film Festival      | Mejor Canción                 | The Benza "Running Around"                       | Ganadora  |
| Eurasia International Monthly Film Festival | Mejor Serie Web               | The Benza                                        | Ganadora  |
| Seoul Webfest                               | Mejor Comedia                 | The Benza                                        | Nominada  |
| Seoul Webfest                               | Mejor Estrella Invitada       | Kaori Ikeda                                      | Nominada  |
| Seoul Webfest                               | Mejor Actriz Secundaria       | Janni Olsson                                     | Ganadora  |
| Seoul Webfest                               | Mejor Director                | Raito Nishizaka                                  | Nominada  |
| Seoul Webfest                               | Mejor Actor                   | Christopher McCombs                              | Ganadora  |
| Seoul Webfest                               | Mejor Actriz                  | Haku Inko                                        | Nominada  |
| Florence Film Awards                        | Mejor Serie De Televisión/Web | The Benza                                        | Ganadora  |
| New Jersey Web Fest                         | Mejor Dúo                     | Christopher McCombs y Kyle Card                  | Ganadora  |
| New Jersey Web Fest                         | Mejor Tema Musical            | The Benza                                        | Nominada  |
| New Jersey Web Fest                         | Mejor Comedia De Fantasía     | The Benza                                        | Nominada  |
| New Jersey Web Fest                         | Mejor Actriz Secundaria       | Haku Inko                                        | Nominada  |
| Cult Critics Film Festival                  | Mejor Actor Secundario        | Masahito Kawahata                                | Ganadora  |
| Asia Web Awards                             | Mejor Actor                   | Kyle Card                                        | Ganadora  |
| International Online Webfest                | Mejor Banda Sonora Original   | "The Benza" Series 1 Soundtrack, Takahiro Nomiya | Ganadora  |